# Hardenberg (nedersaksisk adelsslægt)
 For alternative betydninger, se Hardenberg. (Se også artikler, som begynder med Hardenberg)
von Hardenberg er en ældgammel fra Hannover stammende adelsslægt, der udbredte sig i Tyskland, hvor enkelte linjer erhvervede fyrstelig, grevelig og friherrelig værdighed, og som formentlig allerede kom til Danmark i det 14. århundrede. Bemærk, at der også findes en vestfalsk, tysk adelsslægt med navnet Hardenberg.
Familien tog navn efter de nær borgen Hardenberg (Nörten-Hardenberg) beliggende stamsæder Thüdinghausen og Grossenrode. Medlemmer af slægten var borgmænd for ærkebiskopperne af Mainz. Slægtens første kendte mand er Bernhardus de Thutigehusen, der nævnes i året 1139.
Siden 1219 førte familien navnet von Hardenberg og har Schloss Hardenberg (fra 1709) som stamsæde. En direkte stamtavle begynder med ridderen Bernhard von Hardenberg (omkring 1219–1241).

## Historie i Danmark
Den danske linje førte et sølv ulvehoved i blåt felt, på den stundom kronede hjelm samme mærke, undertiden mellem to af sølv og blåt vekselvis delte vesselhorn. Eiler Hardenberg nævnes 1417 bl. kong Eriks forlovere ved forliget med Hertugdømmerne. Hans søn, hr. Joachim Hardenberg til Kjeldkær og Løgismose, der var død 1475, blev fader til høvedsmand på Korsør Erik Hardenberg til Kjeldkær og Hvedholm, som 1500 faldt i Ditmarsken. Sidstnævntes søn, Corfitz Hardenberg til Skjoldemose, var fader til Knud Hardenberg til Skjoldemose, der som lensmand på Lykå 1564 blev ført fanget til Uppsala af svenskerne — hans datter Mette Hardenberg (c. 1563—1617), rost for sin lærdom og statskløgt, ægtede Kongens Kansler Christian Friis til Borreby — og til Anne Hardenberg (d. 1589), kong Frederik II's ungdomselskede, der 1557—71 var i dronning Dorotheas jomfrukammer, og som senere ægtede slægten Krognos' sidste mand, den rige rigsråd Oluf Mouritsen Krognos til Bollerup, Bregentved og Clausholm (d. 1573), til hvis minde hun i Sankt Bendts Kirke i Ringsted lod opsætte et skønt epitafium.
En anden søn af Erik Hardenberg, Jakob Hardenberg til Hvedholm, Sandholt, Arreskov og Holme Kloster (Brahetrolleborg) (d. 1542), blev i begyndelsen af 1523 indsat til befalingsmand i Fyn af Kristiern II og forlenet med Nyborg Slot, som han dog kort efter overgav til kong Frederik. Under Grevefejden sluttede han sig til hertug Christian (III), men måtte, da grev Christoffers folk besatte Fyn, nødtvungen sværge denne herre troskabsed. Da man 1535 frygtede for frafald af den fynske adel, førtes han som fange til København, senere til Malmø og Mecklenburg. Efter hovedstadens overgivelse kom han atter fri og genvandt kongens nåde, dog først efter at have udstedt en hård revers om at være ham tro. Han fik 1540 sæde i Rigsrådet og udnævntes det følgende år til stiftslensmand i Fyn, ligesom han forlenedes med Vordingborg Slot og Næsbyhoved. Hans anden hustru, den myndige og hensynsløse fru Sophie Lykke, måtte sælge Holme Kloster; hun fødte ham 3 døtre, der arvede hans store ejendomme.
Broderen, hr. Eiler Hardenberg til Vedtofte og Mattrup (ca. 1505-1565), Erik Hardenbergs tredje søn, blev slægtens mest kendte mand. Hans søn, Erik Hardenberg til Vedtofte, Mattrup og Skovsbo (1529-1604), studerede i udlandet, bl.a. i Wittenberg, hvor han opholdt sig i Philip Melanchtons hus, ledsagede 1557 i egenskab af hofjunker prins Frederik (II) på en rejse i Tyskland og deltog 2 år senere i Ditmarskertoget. Efter at have kæmpet i Syvårskrigen fik han forskellige forleninger, 1581 optoges han i Rigsrådet. Hovedbygningen på Skovsbo blev opført af ham, der var en af landets rigeste mænd. Han døde som denne danske linjes sidste mand, sine tre sønner havde han måttet følge til graven. Også hans Hustru, fru Anne Rønnov, der bragte ham Fårevejle og part i Hvidkilde, var den sidste af sin slægt.
En tysk linje blev knyttet til Grevskabet Hardenberg-Reventlow.